# Cheiraster pilosus
Cheiraster pilosus är en sjöstjärneart som först beskrevs av Alcock 1893.  Cheiraster pilosus ingår i släktet Cheiraster och familjen nålsjöstjärnor.
Artens utbredningsområde är Sydkinesiska sjön. Inga underarter finns listade i Catalogue of Life.